# Sint-Jozefkapel (Haelen)
De Sint-Jozefkapel is een kapel in Haelen in de Nederlandse gemeente Leudal. De kapel staat op de hoek van de Roggelseweg met de Van Loonstraat midden in het dorp.
De kapel is gewijd aan de heilige Jozef van Nazareth.

## Geschiedenis
In 1900 werd er een kapel gebouwd die werd opgericht uit dankbaarheid voor de genezing van een zieke. Met de aanleg van de Van Loonstraat moest de kapel wijken voor het verkeer.
In 1965 werd vlak bij de oude kapel een nieuwe gebouwd naar het ontwerp van J. Vaes uit Helden, waarin het beeld uit de oude kapel opnieuw een plek kreeg.
In 1976 werd het beeld vernield en werd toen vervangen door een moderner Jozefbeeld.

## Gebouw
De open kapel bestaat uit een achterwand van baksteen met ervoor twee betonnen staanders die de zijmuren vormen en het schuin geplaatste lessenaarsdak dragen. Tussen de staanders is een betonnen plaat aangebracht die dient als altaarblad.
In de kapel staat een houten beeld naar de hand van beeldhouwer M.G. Abuin die de heilige toont met aureool en in zijn linkerhand een timmermanshaak. Voor Jozef staat een jonge Jezus eveneens met aureool. Op de sokkel van het beeld staat de tekst:

ITE AD JOSEPH(Ga naar Joseph)